# Humenné

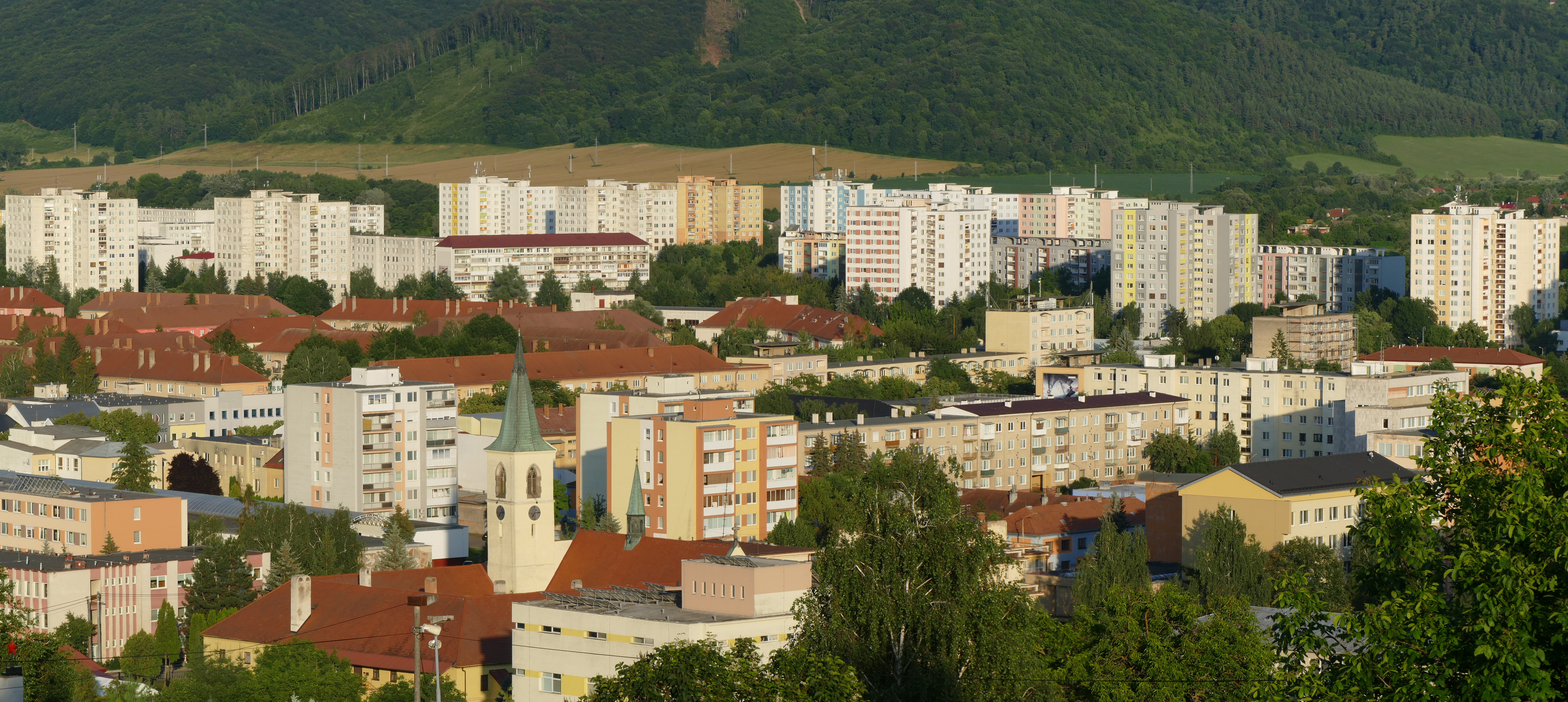
Paesaggio urbano

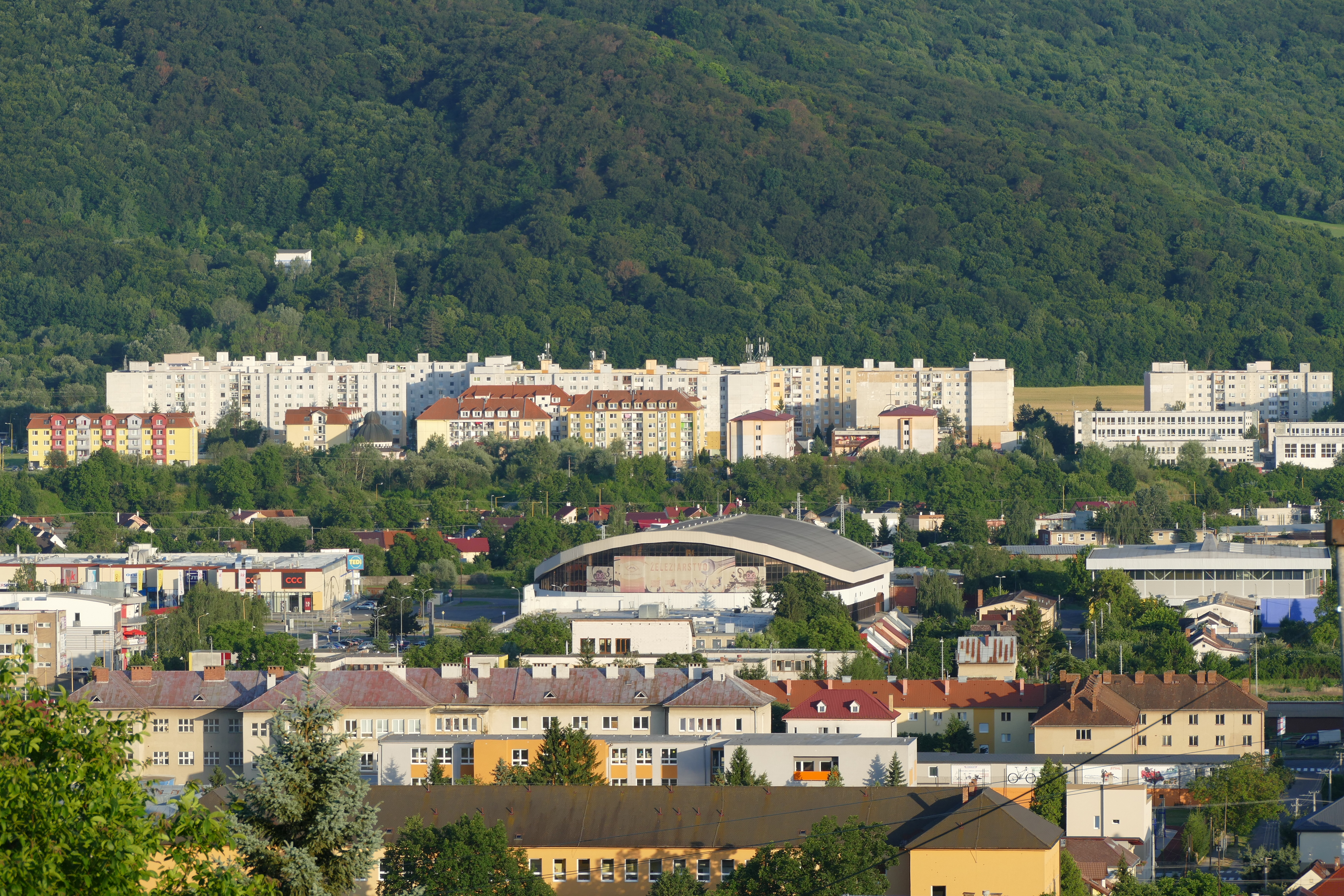
Sídlisko Pod Sokolejom

Humenné (in ungherese Homonna, in tedesco Homenau, in ruteno Гуменне) è una città della Slovacchia, capoluogo del distretto omonimo, nella regione di Prešov. Si trova ai piedi delle montagne di origine vulcanica del Vihorlat e alla confluenza dei fiumi Laborec e Cirocha ed è la seconda più grande città della storica regione di Zemplín.

## Caratteristiche
Humenné è un centro di uno dei distretti ("okres") più orientali della Slovacchia. La vita cittadina è ricca di eventi culturali e sportivi. La città è un punto di partenza per i turisti, in quanto numerose sono le opportunità offerte dalla pittoresca campagna dei monti Carpazi orientali, anche se questo settore economico è ancora ai primordi.
I posti più interessanti da vedere sono i monti Vihorlat, che circondano il lago Morské oko, e i boscosi monti Poloniny facenti parte anch'essi della catena dei Carpazi, al confine tra la Slovacchia, la Polonia, e l'Ucraina (i quali fanno parte del Parco Nazionale dei Poloniny). I dintorni di Humenné, con le romantiche rovine di castelli medievali e un museo di architettura all'aria aperta sito nel parco cittadino, sono una fonte di arricchimento culturale e di relax.
Castelli nei dintorni di Humenné:
- Castello di Brekov (in rovina, a 3 km a sud)
- Castello di Jasenov (in rovina, a 7 km a sud-ovest)

## Storia

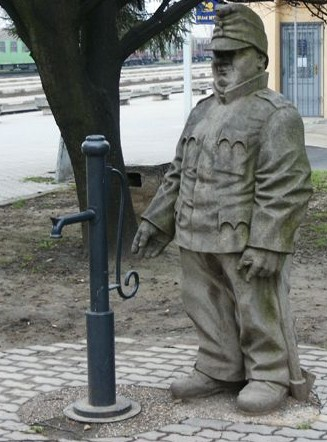
Statua de Il buon soldato Sc'vèik ispirata alle illustrazioni di Josef Lada nella città di Humenné

Il fiume Laborec e i monti Carpazi permisero lo sviluppo della città e dei suoi dintorni ai piedi del vulcano Vihorlat. Grazie a questa posizione vantaggiosa e al clima piacevole il luogo costituì un'ottima località per l'insediamento umano fin dall'Età della Pietra, come è testimoniato dai numerosi reperti archeologici rinvenuti nell'area. Gli Slavi antenati dei moderni Slovacchi occuparono gradualmente il bacino di Humenné durante l'epoca delle grandi migrazioni di popoli, che cominciò nel V secolo dopo Cristo.
Un insediamento massiccio e organizzato nell'area cominciò dalla metà del XIII secolo dopo le invasioni dei Mongoli. Il primo documento scritto che menziona Humenné risale al 1317. La storia di Humenné è strettamente legata a quella dei conti Drughet (o Drugeth, Drugetovci), un'importantissima famiglia aristocratica proveniente da Napoli, che, al seguito del re Carlo Roberto d'Angiò, giunse nel Regno di Ungheria (di cui la Slovacchia era parte integrante) all'inizio del XIV secolo. I Drugeth fecero di Humenné la loro capitale e la trasformarono nel centro vitale di uno dei più grandi feudi della Slovacchia. Re Mattia Corvino conferì alla città numerosi privilegi (statuto cittadino) concedendole anche di dotarsi di un suo stemma. A quel tempo, Humenné si trovava al centro di un'importante rotta commerciale che univa il Regno di Ungheria al Regno di Polonia e ospitò una nutrita colonia di mercanti tedeschi. Humenné è menzionata come una città posta sotto la diretta tutela reale e più tardi ottenne anche i diritti di mercato libero dai dazi feudali. In questo periodo aumentò notevolmente la colonizzazione dei suoi dintorni da parte di pastori provenienti dalla Rutenia Subcarpatica i cosiddetti Valacchi (o Ruteni), ma anche di pastori Polacchi, e Romeni (anch'essi chiamati Valacchi).
Il monumento più significativo della città, un castello rinascimentale, venne costruito al posto di un precedente castello di pietra nel 1610.
Nel 1613, durante la Controriforma, un collegio di Gesuiti fu istituito come la prima scuola secondaria nella storia di Humenné. La famiglia Drugeth si estinse nel 1684 e i nuovi signori feudali della città divennero i Csaky e i Wandernat.
L'abolizione di alcuni obblighi feudali e le riforme apportate da Maria Teresa d'Austria permisero lo sviluppo delle arti e dell'artigianato e Humenné divenne sede dell'ufficio del sale. All'epoca, la popolazione della città era costituita da Slovacchi, Ruteni, Ungheresi ed Ebrei. Il Latino era la lingua della Pubblica Amministrazione, e costituiva un fattore di unità in questo panorama multilingue.
La famiglia Andrassy proveniente dalla Transilvania ebbe in feudo Humenné nel XIX secolo, un periodo caratterizzato da un'importante crescita economica del centro. Molti palazzi vennero eretti in quell'epoca. Gli abitanti della città erano dediti all'agricoltura, al commercio e all'artigianato. Il primo treno comparve ad Humenné nel 1871. La ferrovia fece da traino allo sviluppo del commercio e allo sfruttamento del legname. Alla fine del XIX secolo, Humenné contava 4.000 abitanti.
Il XX secolo apportò un revival culturale alla città. Humenné divenne famosa per i suoi mercati e le sue fiere. Questo promettente, ma timido sviluppo venne interrotto dalla prima guerra mondiale. Il breve periodo in cui Humenné appartenne alla Cecoslovacchia tra le due guerre mondiali, ne permise la ripresa dello sviluppo. Tuttavia la seconda guerra mondiale, costrinse la città a ripartire da zero.
Infatti, fino al 1956 Humenné fu un centro amministrativo più che economico. Poi, la costruzione di un impianto per la produzione di fibre tessili in poliammide, l'attuale compagnia CHEMLON, diede inizio allo sviluppo industriale della città. Humenné divenne gradualmente la sede di industrie chimiche, manifatturiere, alimentari e meccaniche. A tale sviluppo fece seguito l'istituzione di numerosi istituti tecnici secondari. Non solo, ma lo stesso impianto urbanistico risultò notevolmente modificato e ampliato. Mentre prima, nel 1948, Humenné contava 7.000 abitanti, attualmente la popolazione ammonta a oltre 35.000 unità.
Humenné ha dato i natali al cardinale Jozef Tomko e a Michal Kováč, primo presidente slovacco dell'era moderna, e anche al fratellastro del presidente, Dušan Kováč, storico e scrittore.

## Società

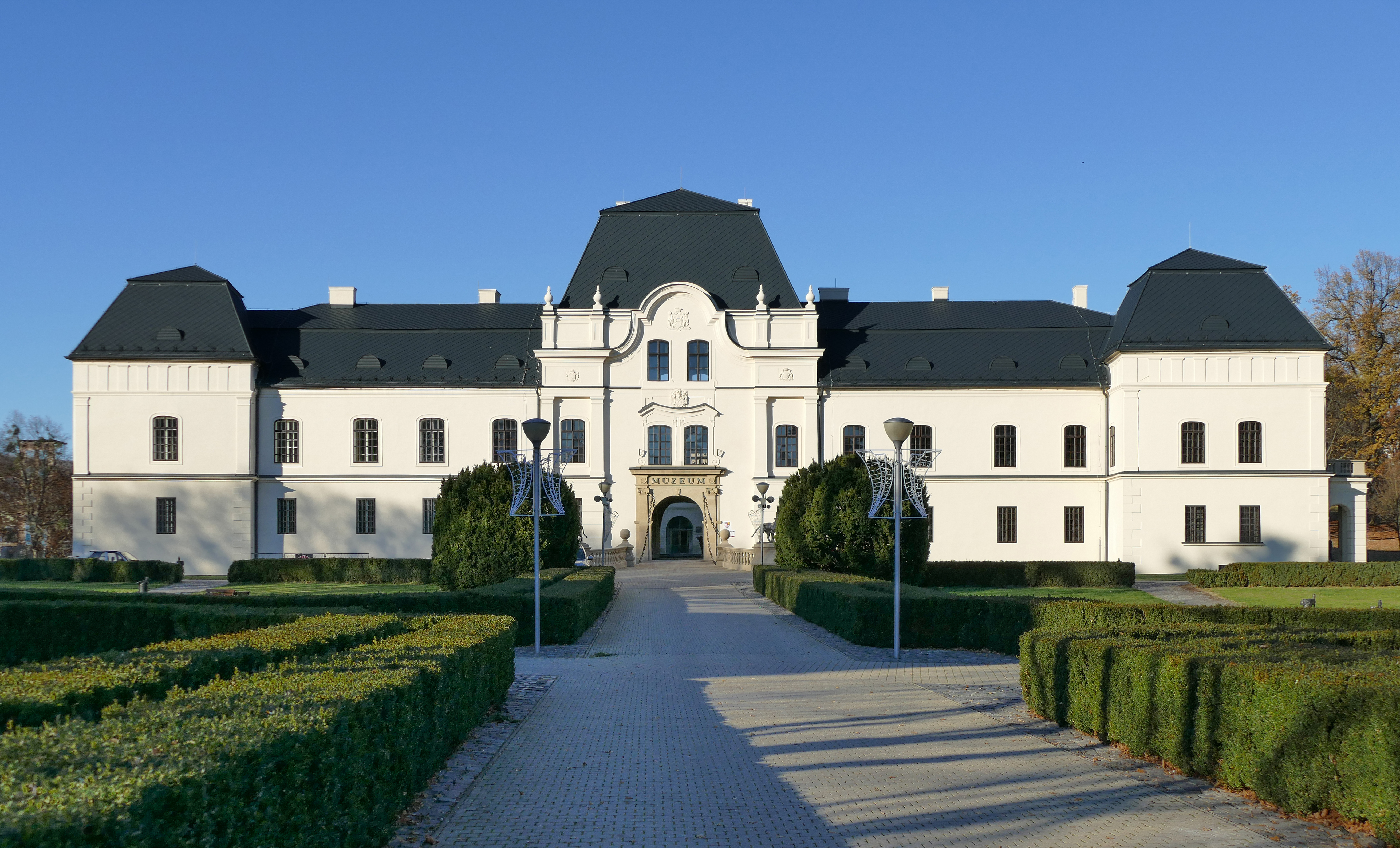
Castello di Humenné

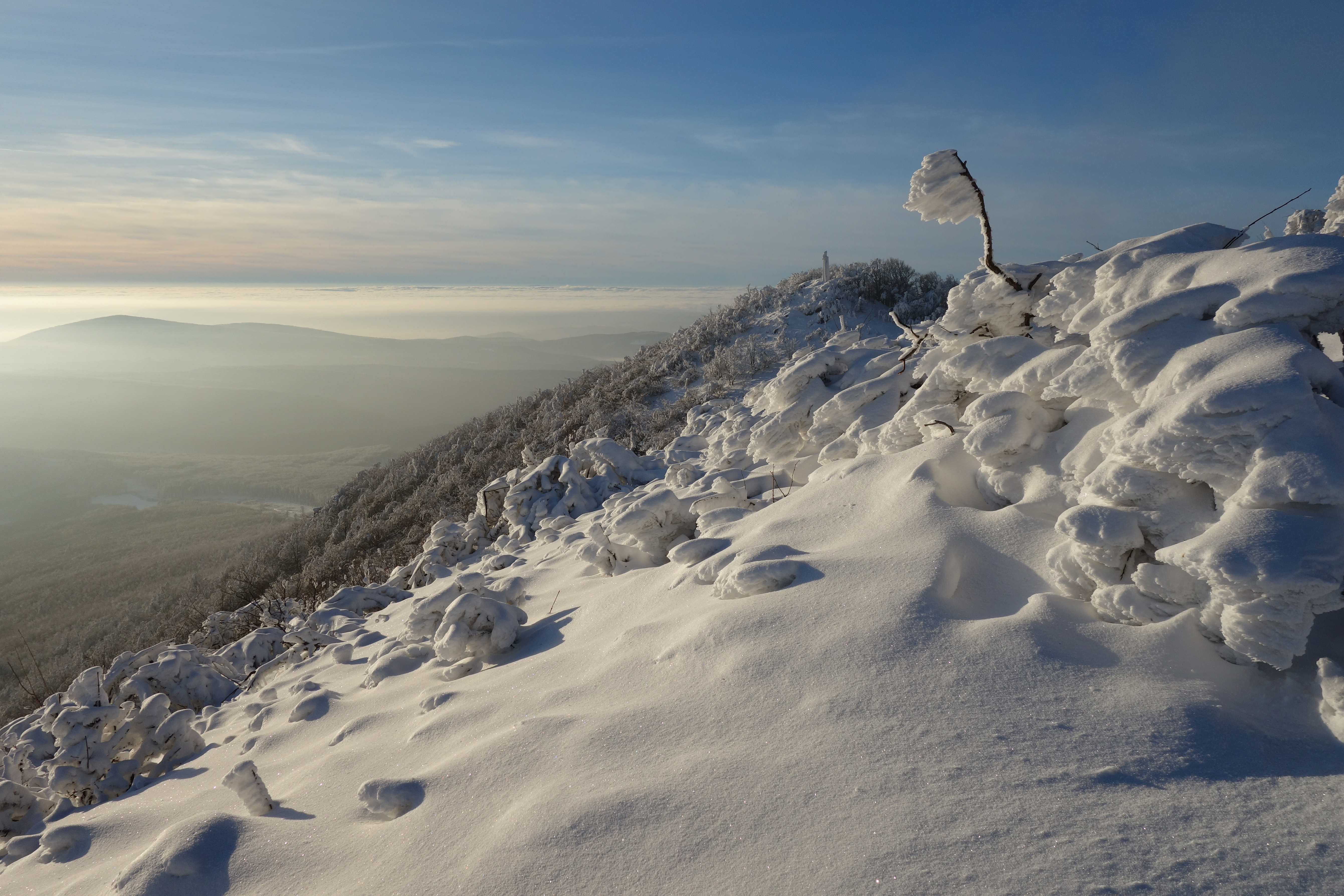
Monti Vihorlat, monte Vihorlat (1.076 m s.l.m.)

### Evoluzione demografica
Secondo il censimento del 2001, la città aveva 35.157 abitanti. L'87,80% di questi erano Slovacchi, il 4,84% Ruteni, il 3,27% Rom, il 2,11% Ucraini e lo 0,77% Cechi. Dal punto di vista della religione professata il 57,91% si dichiarava cattolico di rito romano, il 23,00% cattolico di rito bizantino, l'8,69% senza alcuna religione, il 5,91% ortodosso e lo 0,98% luterano.

## Amministrazione

### Gemellaggi
- Przemyśl
- Mátészalka
- Sanok
- Třebíč
- Žlobin